# Aqqaba
Aqqaba es una ciudad palestina situada en una ladera en el valle del Jordán, en el norte de Cisjordania, a quince kilómetros al noreste de Yenín en la gobernación de Tubas. Según la Oficina Central Palestina de Estadísticas (PCBS), la ciudad tenía una población de 6598 habitantes en el censo de 2007.